# 特蕾莎·布干薩
瑪利亞·特蕾莎·布干薩（西班牙語：Teresa Berganza Vargas，1935年3月16日—2022年5月13日），西班牙次女高音歌劇唱家，以演繹羅西尼、莫札特和比才而被傳頌於世。布干薩多樣化的技巧、敏捷的音樂特質和富娛樂性的舞台表演，備受好評。